# 소니 마비카

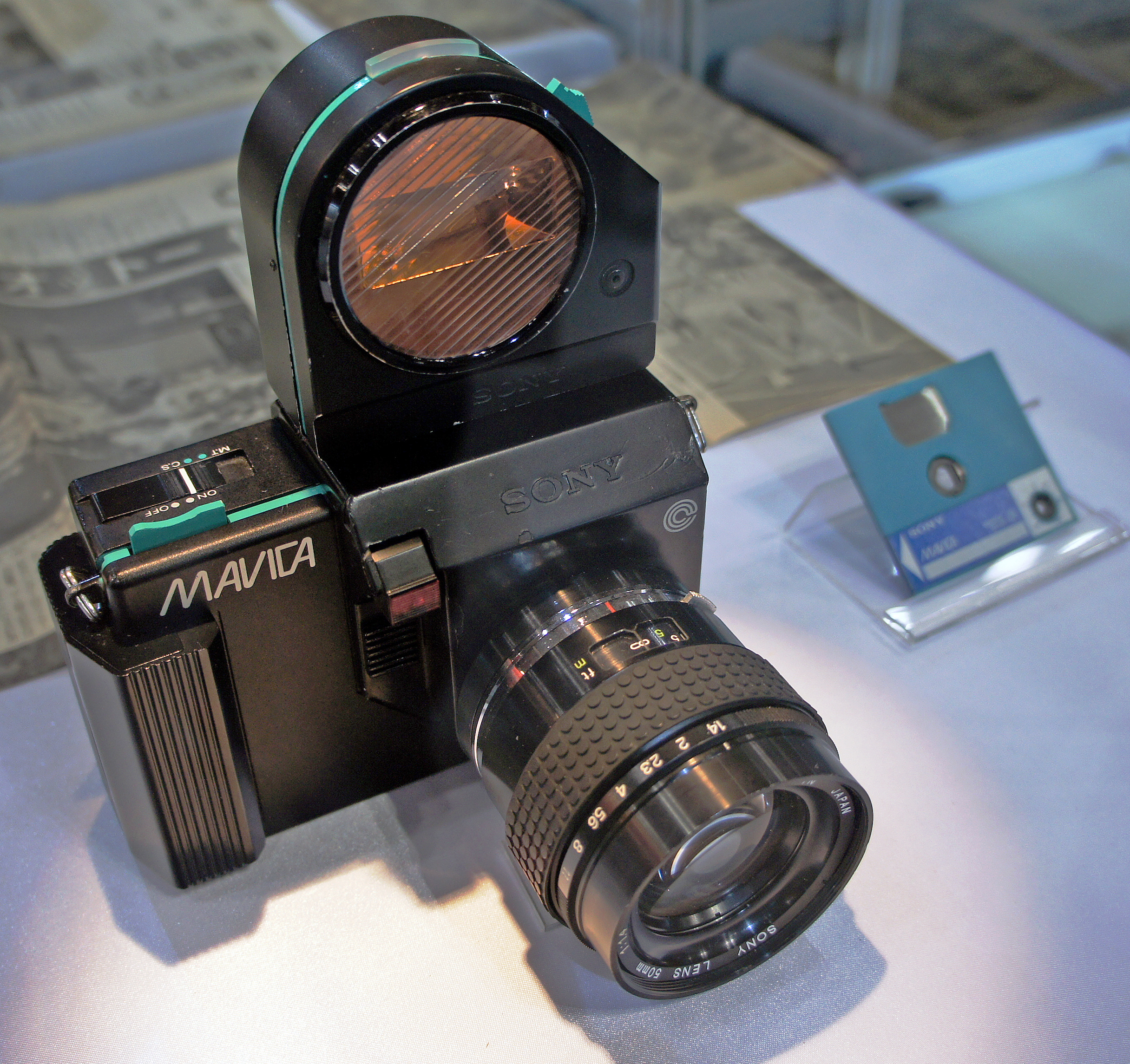
1981년에 출시된 최초의 마비카 모델

마비카(영어: Mavica)는 소니가 1981년 공개한 세계 최초의 상업용 디지털 카메라 계열이다. CCD로 빛의 영상을 전기신호로 바꾸어 자기 디스크에 기록하는 방법을 사용하였다. 마비카의 브랜드는 'Magnetic Video Camera'의 약자이다.

## 같이 보기
- 소니 알파
- 사이버샷